# Liste der Einträge im National Register of Historic Places in St. Louis/A–L

Lage von St. Louis in Missouri

Die Liste der Einträge im National Register of Historic Places in St. Louis, Missouri führt alle 371 Bauwerke und historischen Stätten in der Stadt St. Louis auf, die in das National Register of Historic Places aufgenommen wurden.
Die Liste besteht aus zwei Teilen:
- Liste der Einträge im National Register of Historic Places in St. Louis/A–L
- Liste der Einträge im National Register of Historic Places in St. Louis/M–Z

| Lfd. Nr. | Name im NRHP                                                  | Bild | Datum der Eintragung | Adresse/Lage | NRHP-ID                                                                       | Beschreibung                                                                   |
| -------- | ------------------------------------------------------------- | ---- | -------------------- | --- | ----------------------------------------------------------------------------- | ------------------------------------------------------------------------------ |
| 1        | 1907 Dorris Motor Car Company Building                        |      | 10. Feb. 2000        | 4063-4065 Forest Park Avenue 38° 38′ 16″ N, 90° 14′ 46″ W | 00000084                                                                      |                                                                                |
| 2        | A & P Food Stores Building                                    |      | 15. Okt. 2000        | 6016, 6014, und 6018 Delmar Street 38° 39′ 16″ N, 90° 17′ 41″ W | 00001171                                                                      |                                                                                |
| 3        | Advertising Building                                          |      | 18. Jan. 1985        | 1627-1629 Locust Street 38° 37′ 55″ N, 90° 12′ 14″ W | 85000106                                                                      |                                                                                |
| 4        | Ambassador Theater Building                                   |      | 29. März 1983        | 411 North 7th Street 38° 37′ 45″ N, 90° 11′ 29″ W | 83001039                                                                      | Im Jahr 1996 zerstört                                                          |
| 5        | American Brake Company Building                               |      | 21. März 2007        | 1920 North Broadway 38° 38′ 53″ N, 90° 11′ 13″ W | 07000172                                                                      |                                                                                |
| 6        | American Theater                                              |      | 18. März 1985        | 416 North 9th Street 38° 37′ 48″ N, 90° 11′ 34″ W | 85000617                                                                      |                                                                                |
| 7        | American Zinc, Lead and Smelting Company Building             |      | 4. Mai 1998          | 20 South Fourth Street 38° 37′ 24″ N, 90° 11′ 18″ W | 98000363                                                                      |                                                                                |
| 8        | Anheuser-Busch Companies                                      |      | 13. Nov. 1966        | 721 Pestalozzi Street 38° 35′ 51″ N, 90° 12′ 44″ W | 66000945                                                                      |                                                                                |
| 9        | Antioch Baptist Church                                        |      | 17. Sep. 1999        | 4213 North Market Street 38° 39′ 35″ N, 90° 14′ 17″ W | 99001166                                                                      |                                                                                |
| 10       | Apartments at 5561-71 Chamberlain                             |      | 24. Aug. 2011        | 5561-71 Chamberlain Street 38° 39′ 42″ N, 90° 16′ 47″ W | 11000587                                                                      |                                                                                |
| 11       | Arcade Building                                               |      | 23. März 2003        | 810 Olive Street 38° 37′ 48″ N, 90° 11′ 34″ W | 03000126                                                                      |                                                                                |
| 12       | Arlington School                                              |      | 16. Apr. 2008        | 1617 Burd Avenue 38° 40′ 15″ N, 90° 16′ 26″ W | 08000311                                                                      |                                                                                |
| 13       | Aubert Place                                                  |      | 30. Sep. 1982        | Fountain Avenue zwischen Walton Avenue und Kings Highway 38° 39′ 19″ N, 90° 15′ 34″ W | 82004730                                                                      |                                                                                |
| 14       | Autocar Sales and Service Building                            |      | 26. Juni 2006        | 2745 Locust Street 38° 38′ 13″ N, 90° 13′ 4″ W | 06000530                                                                      |                                                                                |
| 15       | B'nai El Temple                                               |      | 21. Juli 1983        | 3666 Flad Avenue 38° 36′ 24″ N, 90° 13′ 56″ W | 83001042                                                                      |                                                                                |
| 16       | Balmer & Weber Music House Co. Building                       |      | 31. Aug. 2000        | 1004 Olive Street 38° 37′ 51″ N, 90° 11′ 42″ W | 00001008                                                                      |                                                                                |
| 17       | Barr Branch Library Historic District                         |      | 2. Sep. 1982         | 2500-2630 Lafayette Avenue 38° 36′ 54″ N, 90° 13′ 16″ W | 82004731                                                                      |                                                                                |
| 18       | Beaumont Medical Building                                     |      | 19. Jan. 1984        | 3714-26 Washington Avenue 38° 38′ 24″ N, 90° 14′ 4″ W | 84002615                                                                      |                                                                                |
| 19       | Beaumont Telephone Exchange Building                          |      | 16. Feb. 2006        | 2654 Locust Street 38° 38′ 10″ N, 90° 12′ 57″ W | 06000038                                                                      |                                                                                |
| 20       | Beethoven Conservatory                                        |      | 2. März 1989         | 2301 Locust Street 38° 37′ 59″ N, 90° 12′ 43″ W | 89000075                                                                      |                                                                                |
| 21       | Bel Air Motel                                                 |      | 1. Mai 2009          | 4630 Lindell Street 38° 38′ 33″ N, 90° 15′ 39″ W | 09000253                                                                      |                                                                                |
| 22       | Bell Telephone Building                                       |      | 5. Aug. 1999         | 920 Olive Street 38° 37′ 50″ N, 90° 11′ 40″ W | 99000936                                                                      |                                                                                |
| 23       | Benton Park District                                          |      | 30. Dez. 1985        | Abgegrenzt durch Gravois Avenue, Interstate 55, South Broadway und Jefferson Street 38° 35′ 52″ N, 90° 13′ 9″ W | 85003232                                                                      |                                                                                |
| 24       | Chuck Berry House                                             |      | 12. Dez. 2008        | 3137 Whittier Street 38° 39′ 52″ N, 90° 13′ 53″ W | 08001179                                                                      |                                                                                |
| 25       | Berry Motor Car Service Building                              |      | 19. Juli 2010        | 2220 Washington Avenue 38° 38′ 4″ N, 90° 12′ 40″ W | 10000480                                                                      |                                                                                |
| 26       | Bissel Street Water Tower                                     |      | 5. Juni 1970         | Bissell Street Ecke Blair Avenue 38° 40′ 13″ N, 90° 12′ 21″ W | 70000906                                                                      |                                                                                |
| 27       | Blackwell-Wielandy Building                                   |      | 21. Juli 1983        | 1601-09 Locust Street 38° 37′ 55″ N, 90° 12′ 11″ W | 83001040                                                                      |                                                                                |
| 28       | Frank P. Blair School                                         |      | 10. Feb. 1983        | 2707 Rauschenbach Avenue 38° 39′ 3″ N, 90° 12′ 18″ W | 83001041                                                                      |                                                                                |
| 29       | Blind Girls' Home                                             |      | 23. Aug. 1984        | 5235 Page Boulevard 38° 39′ 38″ N, 90° 16′ 9″ W | 84002617                                                                      |                                                                                |
| 30       | Block Unit No. 1 Historic District                            |      | 14. Juli 2000        | 4100-4191 Enright Avenue 38° 38′ 55″ N, 90° 14′ 36″ W | 00000794                                                                      |                                                                                |
| 31       | Board of Education Building                                   |      | 12. Jan. 2005        | 901-911 Locust Street Ecke 401-409 N. Ninth Street 38° 37′ 53″ N, 90° 11′ 36″ W | 04001475                                                                      |                                                                                |
| 32       | Boatman's Bank Building                                       |      | 22. Okt. 1998        | 300 North Broadway 38° 37′ 41″ N, 90° 11′ 19″ W | 98001265                                                                      |                                                                                |
| 33       | Brown Shoe Company's Homes-Take Factory                       |      | 20. Okt. 1980        | 1201 Russell Boulevard 38° 36′ 29″ N, 90° 12′ 36″ W | 80004503                                                                      |                                                                                |
| 34       | A. D. Brown Building                                          |      | 28. März 1980        | 1136 Washington Avenue 38° 37′ 53″ N, 90° 11′ 47″ W | 80004502                                                                      |                                                                                |
| 35       | Paul Brown Building                                           |      | 12. Dez. 2002        | 818 Olive Street 38° 37′ 48″ N, 90° 11′ 36″ W | 02001496                                                                      |                                                                                |
| 36       | William Buehler House                                         |      | 28. Dez. 2000        | 2610 Tennessee Avenue 38° 36′ 32″ N, 90° 14′ 16″ W | 00001550                                                                      |                                                                                |
| 37       | Building at 1009 Olive St.                                    |      | 9. Mai 2002          | 1009 Olive Street 38° 37′ 52″ N, 90° 11′ 41″ W | 02000468                                                                      |                                                                                |
| 38       | Building at 1121-23 Locust St.                                |      | 4. Aug. 2004         | 1121-23 Locust Street 38° 37′ 56″ N, 90° 11′ 47″ W | 04000785                                                                      |                                                                                |
| 39       | Building at 1300 Washington Avenue                            |      | 2. Sep. 1982         | 1300-1310 Washington Avenue 38° 37′ 54″ N, 90° 11′ 55″ W | 82004732                                                                      |                                                                                |
| 40       | Building at 3910-12 Laclede Ave.                              |      | 30. Mai 2003         | 3910-12 Laclede Avenue 38° 38′ 16″ N, 90° 14′ 33″ W | 03000478                                                                      |                                                                                |
| 41       | Buildings at 2327-31 and 2333-35 Rutger Street                |      | 19. Jan. 1984        | 2327-31 und 2333-35 Rutger Street 38° 37′ 9″ N, 90° 13′ 7″ W | 84002620                                                                      |                                                                                |
| 42       | Buster Brown Blue Ribbon Shoe Factory                         |      | 26. Jan. 2005        | 1526 North Jefferson Avenue 38° 38′ 51″ N, 90° 12′ 45″ W | 04001560                                                                      |                                                                                |
| 43       | Butler House                                                  |      | 2. Sep. 1982         | 4484 W. Pine Boulevard 38° 38′ 24″ N, 90° 15′ 28″ W | 82004733                                                                      |                                                                                |
| 44       | Cadillac Automobile Company Building                          |      | 4. Aug. 2005         | 3224 Locust Street 38° 38′ 18″ N, 90° 13′ 35″ W | 05000812                                                                      |                                                                                |
| 45       | Robert G. Campbell House                                      |      | 21. Apr. 1977        | 1508 Locust Street 38° 37′ 52″ N, 90° 12′ 5″ W | 77001560                                                                      |                                                                                |
| 46       | Carlin-Rathgeber House                                        |      | 29. Mai 1980         | 122 Davis Street 38° 32′ 36″ N, 90° 15′ 47″ W | 80004554                                                                      |                                                                                |
| 47       | Carondelet School                                             |      | 21. März 2007        | 8221 Minnesota Avenue 38° 32′ 48″ N, 90° 15′ 50″ W | 07000171                                                                      |                                                                                |
| 48       | Carr School                                                   |      | 13. Dez. 2000        | 1419 Carr Street 38° 38′ 20″ N, 90° 11′ 54″ W | 00001512                                                                      |                                                                                |
| 49       | Cass Bank and Trust Company                                   |      | 14. Feb. 2011        | 1450 N. 13th Street 38° 38′ 27″ N, 90° 11′ 38″ W | 11000012                                                                      |                                                                                |
| 50       | Castle Ballroom                                               |      | 18. Feb. 2011        | 2839-2845 Olive Street 38° 38′ 3″ N, 90° 13′ 10″ W | 11000024                                                                      |                                                                                |
| 51       | Centenary Methodist Episcopal Church, South                   |      | 16. Jan. 1997        | 55 Plaza Square 38° 37′ 48″ N, 90° 12′ 12″ W | 96001596                                                                      |                                                                                |
| 52       | Centennial Malt House                                         |      | 15. Nov. 2005        | 2017-19 Chouteau Avenue 38° 37′ 23″ N, 90° 12′ 46″ W | 05001281                                                                      |                                                                                |
| 53       | Central Carondelet Historic District                          |      | 22. Feb. 2006        | Abgegrenzt durch Koeln Avenue, Loughborough Avenue, South Broadway und Alabama Avenue 38° 33′ 14″ N, 90° 15′ 27″ W | 06000064                                                                      | Die Grenzen des Distriktes wurden 2007, 2009 und 2011 mehrfach ausgeweitet     |
| 54       | Central Institute for the Deaf Clinic and Research Building   |      | 21. Okt. 2004        | 909 S. Taylor Avenue 38° 37′ 46″ N, 90° 11′ 38″ W | 04001163                                                                      |                                                                                |
| 55       | Century Building and Syndicate Trust Building                 |      | 16. Okt. 2002        | Zwischen Locust Street, Ninth Street, Tenth Street und Olive Street 38° 37′ 46″ N, 90° 11′ 38″ W | 02001054                                                                      |                                                                                |
| 56       | Chain of Rocks Bridge                                         |      | 1. Dez. 2006         | West Chain of Rocks Road 38° 45′ 41″ N, 90° 10′ 26″ W | 06001091                                                                      |                                                                                |
| 57       | Chatillon-DeMenil House                                       |      | 9. Juni 1978         | 3352 DeMenil Pl. 38° 35′ 32″ N, 90° 12′ 57″ W | 78001673                                                                      |                                                                                |
| 58       | Chemical Building                                             |      | 19. März 1982        | 721 Olive Street 38° 37′ 43″ N, 90° 11′ 32″ W | 82004734                                                                      |                                                                                |
| 59       | Chippewa Trust Company Building                               |      | 12. Aug. 2010        | 3801-05 South Broadway 38° 35′ 9″ N, 90° 13′ 40″ W | 10000538                                                                      |                                                                                |
| 60       | Kate Chopin House                                             |      | 14. Feb. 1986        | 4232 McPherson Avenue 38° 38′ 35″ N, 90° 14′ 56″ W | 86000209                                                                      |                                                                                |
| 61       | Chouteau Apartments/Parkway Dwellings                         |      | 10. Feb. 1983        | 4937-4943 Laclede Avenue 38° 38′ 28″ N, 90° 17′ 11″ W | 83001043                                                                      |                                                                                |
| 62       | Chouteau Building                                             |      | 5. Apr. 2006         | 4030 Chouteau Street und 1029 South Vandeventer 38° 37′ 46″ N, 90° 14′ 57″ W | 06000220                                                                      |                                                                                |
| 63       | Christ Church Cathedral                                       |      | 7. März 1990         | 1210 Locust Street 38° 37′ 49″ N, 90° 11′ 55″ W | 90000345                                                                      |                                                                                |
| 64       | Winston Churchill Apartments                                  |      | 4. Apr. 1985         | 5475 Cabanne Street 38° 39′ 32″ N, 90° 16′ 35″ W | 85000697                                                                      |                                                                                |
| 65       | City Club Building                                            |      | 6. Juni 2002         | 1012-1024 Locust Street 38° 37′ 47″ N, 90° 11′ 42″ W | 02000610                                                                      |                                                                                |
| 66       | City Hospital Historic District                               |      | 2. Feb. 2001         | Abgegrenzt durch Lafayette Avenue, Grattan Street, Carroll Street, Dillon Street, St. Ange Street, 14th Street und Carroll Street 38° 36′ 50″ N, 90° 12′ 28″ W                                                         | 01000036                                                                      |                                                                                |
| 67       | Clemens House-Columbia Brewery District                       |      | 19. Juli 1984        | Abgegrenzt durch Maiden Lane, Cass Avenue, 21st Street, Helen Street und Howard Street sowie St. Louis Avenue, North Florissant Avenue, Maiden Lane, North 21st Street und N. 20th Street 38° 38′ 41″ N, 90° 12′ 33″ W | 84002622 (Original), 08000807 (Erweiterung)                                   | 1986 wurde der Distrikt erweitert                                              |
| 68       | Coca-Cola Syrup Plant                                         |      | 30. Apr. 2008        | 8125 Michigan Avenue 38° 32′ 45″ N, 90° 15′ 57″ W | 08000359                                                                      |                                                                                |
| 69       | Colchester Apartments                                         |      | 12. Juli 2006        | 4-10-14-20 North Kingshighway Boulevard 38° 38′ 27″ N, 90° 15′ 53″ W | 06000603                                                                      |                                                                                |
| 70       | Compton Hill Reservoir Park                                   |      | 29. Sep. 1972        | Reservoir Park, Grant Boulevard, Russell Boulevard und Lafayette Avenue 38° 36′ 51″ N, 90° 14′ 19″ W | 72001555                                                                      |                                                                                |
| 71       | Convent of the Sisters of St. Joseph Carondelet               |      | 28. Feb. 1980        | 6400 Minnesota Avenue 38° 33′ 23″ N, 90° 15′ 0″ W | 80004505                                                                      |                                                                                |
| 72       | Cook Avenue Methodist Episcopal Church, South                 |      | 27. Aug. 2008        | 3680 Cook Avenue 38° 38′ 45″ N, 90° 13′ 50″ W | 08000806                                                                      |                                                                                |
| 73       | Cote Brilliante Avenue in The Ville Historic District         |      | 17. Jan. 2012        | 4200 Cote Brilliante Avenue und 1700 Annie Malone Drive 38° 39′ 21″ N, 90° 14′ 23″ W | 11001021                                                                      |                                                                                |
| 74       | Cotton Belt Freight Depot                                     |      | 21. Apr. 2004        | 1400 North 1st Street 38° 38′ 27″ N, 90° 10′ 57″ W | 04000344                                                                      |                                                                                |
| 75       | Council Plaza                                                 |      | 2. März 2007         | 212, 300, und 310 South Grand Boulevard 38° 37′ 57″ N, 90° 14′ 4″ W | 06000217                                                                      |                                                                                |
| 76       | Crittenden Historic District                                  |      | 7. Juli 1983         | 3401 Arsenal Street, 3400 und 3500 Crittenden Street 38° 36′ 12″ N, 90° 14′ 24″ W | 83001044                                                                      |                                                                                |
| 77       | Crunden-Martin Manufacturing Company                          |      | 9. Feb. 2005         | 104 Cedar Street, 760 South 2nd Street, 757 South 2nd Street. 38° 37′ 3″ N, 90° 11′ 20″ W | 05000013                                                                      |                                                                                |
| 78       | Cupples Warehouse District                                    |      | 26. Juni 1998        | Abgegrenzt durch Spruce Street und Clark Street zwischen Seventh Street und Eleventh Street 38° 37′ 24″ N, 90° 11′ 48″ W                                                                                               | 85003615                                                                      |                                                                                |
| 79       | Samuel Cupples House                                          |      | 21. Okt. 1976        | 3673 West Pine Boulevard 38° 38′ 12″ N, 90° 14′ 8″ W | 76002260                                                                      |                                                                                |
| 80       | S.S. Cyril and Methodius Historic District                    |      | 28. Juni 1982        | Interstate 70 38° 38′ 44″ N, 90° 11′ 29″ W | 82004740                                                                      |                                                                                |
| 81       | De Hodiamont Car House Historic District                      |      | 10. Feb. 2005        | Abgegrenzt durch North Skinker Parkway, Horton Place und die Gleise der Wabash Railroad 38° 39′ 45″ N, 90° 17′ 45″ W                                                                                                   | 05000012                                                                      |                                                                                |
| 82       | Emmanuel DeHodiamont House                                    |      | 15. Jan. 2003        | 951 Maple Place 38° 39′ 40″ N, 90° 17′ 32″ W | 02001708                                                                      |                                                                                |
| 83       | Delaney School                                                |      | 23. Dez. 2004        | 000000Adresse00000000 38° 33′ 44″ N, 90° 15′ 0″ W | 04001385                                                                      |                                                                                |
| 84       | Delany Building                                               |      | 1. März 2002         | 1000-06 Locust Street 38° 37′ 53″ N, 90° 11′ 40″ W | 02000102                                                                      |                                                                                |
| 85       | Delmar Loop-Parkview Gardens Historic District                |      | 16. Feb. 1984        | Abgegrenzt durch Kingsland Avenue, North Drive, Delmar Boulevard und Eastgate 38° 39′ 21″ N, 90° 18′ 15″ W | 84002624                                                                      |                                                                                |
| 86       | DePaul Hospital                                               |      | 29. März 1983        | 2415 North Kingshighway Boulevard 38° 40′ 5″ N, 90° 15′ 32″ W | 83001045                                                                      |                                                                                |
| 87       | Des Peres School                                              |      | 2. Sep. 1982         | 6307 Michigan Avenue 38° 33′ 32″ N, 90° 15′ 0″ W | 82004735                                                                      |                                                                                |
| 88       | Dickmann Building                                             |      | 30. Dez. 1999        | 3115 South Grand Boulevard 38° 36′ 14″ N, 90° 14′ 33″ W | 99001616                                                                      |                                                                                |
| 89       | Dolman Row                                                    |      | 19. Jan. 1984        | 1424-1434 Dolman Street 38° 36′ 56″ N, 90° 12′ 36″ W | 84002629                                                                      |                                                                                |
| 90       | Dorris Motor Car Company                                      |      | 1. Mai 1986          | 4100 Laclede 38° 38′ 12″ N, 90° 14′ 49″ W | 86000883                                                                      |                                                                                |
| 91       | Dr. Herman S. Dreer House                                     |      | 20. Feb. 2009        | 4335 Cote Brilliante Avenue 38° 39′ 29″ N, 90° 14′ 36″ W | 09000035                                                                      |                                                                                |
| 92       | Eads Bridge                                                   |      | 15. Okt. 1966        | Mississippibrücke am Ende der Washington Avenue 38° 37′ 41″ N, 90° 10′ 17″ W | 66000946                                                                      |                                                                                |
| 93       | Eliot School                                                  |      | 2. Sep. 1992         | 4242 Grove Street 38° 39′ 59″ N, 90° 12′ 31″ W | 92001092                                                                      |                                                                                |
| 94       | Emerson Electric Company Building                             |      | 6. Nov. 1986         | 2012–2018 Washington Avenue 38° 38′ 2″ N, 90° 12′ 30″ W | 86003138                                                                      |                                                                                |
| 95       | Ralph Waldo Emerson School                                    |      | 2. Sep. 1992         | 5415 Page Boulevard 38° 38′ 2″ N, 90° 12′ 30″ W | 92001145                                                                      |                                                                                |
| 96       | Endicott-Johnson Shoe Distribution Plant                      |      | 11. Okt. 2007        | 1132 Spruce Street 38° 39′ 51″ N, 90° 16′ 39″ W | 07001074                                                                      |                                                                                |
| 97       | Joseph Erlanger House                                         |      | 8. Dez. 1976         | 5127 Waterman Boulevard 38° 37′ 32″ N, 90° 11′ 57″ W | 76002234                                                                      |                                                                                |
| 98       | Fairgrounds Hotel                                             |      | 19. Juli 2002        | 3644 Natural Bridge Road 38° 39′ 47″ N, 90° 13′ 5″ W | 02000796                                                                      |                                                                                |
| 99       | Falstaff Brewing Corporation Plant Number 1                   |      | 12. Juli 2007        | 3644-3690 Forest Park Boulevard 38° 38′ 8″ N, 90° 14′ 15″ W | 07000008                                                                      |                                                                                |
| 100      | Farm and Home Savings and Loan Association                    |      | 29. Okt. 2008        | 1001 Locust Street 38° 37′ 49″ N, 90° 11′ 40″ W | 08001025                                                                      |                                                                                |
| 101      | Fashion Square Building                                       |      | 9. Okt. 1985         | 1307 Washington Avenue 38° 37′ 56″ N, 90° 11′ 55″ W | 85003105                                                                      |                                                                                |
| 102      | Father Dunne's News Boys' Home and Protectorate               |      | 12. Aug. 2010        | 3010 Washington Avenue 38° 38′ 13″ N, 90° 13′ 22″ W | 10000550                                                                      |                                                                                |
| 103      | Federal Cold Storage Company Building                         |      | 12. Jan. 2010        | 1800-28 North Broadway 38° 38′ 41″ N, 90° 11′ 9″ W | 09001226                                                                      |                                                                                |
| 104      | Eugene Field House                                            |      | 19. Aug. 1975        | 634 South Broadway 38° 37′ 11″ N, 90° 11′ 30″ W | 75002137                                                                      | Haus des Journalisten und Dichters Eugene Field (1850–1895)                    |
| 105      | Eugene Field School                                           |      | 2. Sep. 1992         | 4466 Olive Street 38° 38′ 53″ N, 90° 15′ 15″ W | 92001093                                                                      |                                                                                |
| 106      | Ford Apartments                                               |      | 26. Jan. 2005        | 1405 Pine Street 38° 37′ 53″ N, 90° 12′ 2″ W | 04001562                                                                      |                                                                                |
| 107      | Forest Park Headquarters Building                             |      | 11. Juni 1986        | 115 Union, Forest Park 38° 38′ 40″ N, 90° 16′ 31″ W | 86001300                                                                      |                                                                                |
| 108      | Forest Park Hotel                                             |      | 22. März 1984        | 4910 West Pine Boulevard 38° 38′ 29″ N, 90° 15′ 44″ W | 84002632                                                                      |                                                                                |
| 109      | Forest Park Southeast Historic District                       |      | 20. Dez. 2001        | Abgegrenzt durch Chouteau Avenue, Manchester Avenue, Cadet Avenue, Kingshighway Boulevard und South Sarah Street 38° 37′ 43″ N, 90° 15′ 33″ W                                                                          | 01001360 (Original), 05000612 (Erweiterung 2005), 07000015 (Erweiterung 2007) | Das Distrikt wurde 2005 und 2007 erweitert                                     |
| 110      | Forty-Eleven Delmar                                           |      | 28. Feb. 2008        | 4005-4017 Delmar Boulevard 38° 38′ 45″ N, 90° 14′ 19″ W | 08000092                                                                      |                                                                                |
| 111      | Fox Theater                                                   |      | 8. Okt. 1976         | 527 North Grand Boulevard 38° 38′ 19″ N, 90° 13′ 55″ W | 76002261                                                                      |                                                                                |
| 112      | Franklin School                                               |      | 9. März 2005         | 814 North 19th Street 38° 38′ 15″ N, 90° 12′ 19″ W | 05000121                                                                      |                                                                                |
| 113      | Frisco Building                                               |      | 29. März 1983        | 906 Olive Street 38° 37′ 43″ N, 90° 11′ 43″ W | 83001046                                                                      |                                                                                |
| 114      | Fullerton's Westminster Place                                 |      | 10. Apr. 1980        | Westminster Pl. 38° 38′ 43″ N, 90° 15′ 7″ W | 80004506                                                                      |                                                                                |
| 115      | Fulton Bag Company Building                                   |      | 5. Sep. 1991         | 612-618 S.outh Seventh Street 38° 37′ 15″ N, 90° 11′ 38″ W | 91001372                                                                      |                                                                                |
| 116      | Gateway Arch                                                  |      | 28. Mai 1987         | Memorial Drive zwischen Poplar Street Bridge und Eads Bridge 38° 37′ 31″ N, 90° 11′ 0″ W | 87001423                                                                      |                                                                                |
| 117      | General American Life Insurance Co. Buildings                 |      | 22. Okt. 2002        | 1501-1511 Locust Street 38° 37′ 55″ N, 90° 12′ 5″ W | 02001206                                                                      |                                                                                |
| 118      | General American Life Insurance Company National Headquarters |      | 27. März 2008        | 706 Market Street 38° 37′ 39″ N, 90° 11′ 34″ W | 07000461                                                                      |                                                                                |
| 119      | Gerhart Block                                                 |      | 30. Mai 2003         | 3900-08 laclede Avenue, 1-17 Vandeventer 38° 38′ 16″ N, 90° 14′ 31″ W | 03000477                                                                      |                                                                                |
| 120      | William A. Gill Building                                      |      | 8. Mai 2009          | 622 Olive Street 38° 37′ 41″ N, 90° 11′ 29″ W | 09000282                                                                      |                                                                                |
| 121      | GOLDENROD                                                     |      | 24. Dez. 1967        | 400 North Wharf Street 38° 37′ 38″ N, 90° 10′ 54″ W | 67000029                                                                      |                                                                                |
| 122      | Goodfellow-Julian Concrete Block District                     |      | 13. Aug. 1987        | Abgegrenzt durch Julian Avenue, Blackstone Street und Goodfellow Boulevard 38° 39′ 52″ N, 90° 17′ 1″ W | 87001389                                                                      |                                                                                |
| 123      | Grand Avenue Water Tower                                      |      | 15. Juni 1970        | East Grand Avenue Kreuzung 20th Street 38° 40′ 13″ N, 90° 12′ 31″ W | 70000908                                                                      |                                                                                |
| 124      | Grand-Bates Suburb Historic District                          |      | 16. Sep. 2009        | Abgegrenzt durch Bates Street, Grand Boulevard, Interstate 55, Alaska Avenue, Fillmore Street und Iron Street 38° 33′ 53″ N, 90° 15′ 8″ W                                                                              | 09000719                                                                      |                                                                                |
| 125      | Grand-Leader (Stix, Baer & Fuller Dry Goods Co.) Building     |      | 17. Juli 2003        | 601 Washington Avenue 38° 37′ 57″ N, 90° 11′ 23″ W | 03000650                                                                      |                                                                                |
| 126      | Grant School                                                  |      | 14. Feb. 2006        | 3009 Pennsylvania Avenue 38° 36′ 7″ N, 90° 13′ 57″ W | 06000037                                                                      |                                                                                |
| 127      | Gravois-Jefferson Streetcar Suburb Historic District          |      | 11. Mai 2005         | Grovois und S. Jefferson, S. Jefferson und S. Broadway, Meramac, S. Gran und Gravois 38° 35′ 28″ N, 90° 14′ 3″ W | 05000115                                                                      |                                                                                |
| 128      | Edwin F. Guth Company Complex                                 |      | 28. Juli 2004        | 2615 Washington Avenue 38° 38′ 13″ N, 90° 12′ 49″ W | 04000748                                                                      |                                                                                |
| 129      | Haas Building                                                 |      | 28. Juli 2004        | 410 North Jefferson Avenue und 2327 Locust Street 38° 38′ 9″ N, 90° 12′ 48″ W | 04000747                                                                      |                                                                                |
| 130      | Elias Haas Building                                           |      | 12. Apr. 2006        | 2223 Locust Street 38° 38′ 8″ N, 90° 12′ 43″ W | 06000248                                                                      |                                                                                |
| 131      | Hadley-Dean Glass Company                                     |      | 1. Aug. 1979         | 701-705 North 11th Street 38° 37′ 55″ N, 90° 11′ 41″ W | 79003634                                                                      |                                                                                |
| 132      | C. Hager and Sons Hinge Co.                                   |      | 26. Feb. 1987        | 139 Victor Street 38° 35′ 58″ N, 90° 12′ 4″ W | 87000508                                                                      |                                                                                |
| 133      | Halsey-Packard Building                                       |      | 14. Dez. 2005        | 2201-11 Locust Street 38° 38′ 7″ N, 90° 12′ 39″ W | 05001036                                                                      |                                                                                |
| 134      | Hamilton Hotel                                                |      | 29. Apr. 2011        | 956 Hamilton Avenue 38° 39′ 40″ N, 90° 17′ 21″ W | 11000248                                                                      |                                                                                |
| 135      | Hamilton Place Historic District                              |      | 15. Okt. 2005        | 5900-6000 blocks of Enright, Cates, and Clemens 38° 39′ 26″ N, 90° 17′ 33″ W | 05001164                                                                      |                                                                                |
| 136      | Hamilton-Brown Shoe Factory                                   |      | 5. Mai 2000          | 2031 Olive Street 38° 38′ 3″ N, 90° 12′ 33″ W | 00000437                                                                      |                                                                                |
| 137      | Hargadine-McKittrick Dry Goods Building                       |      | 19. März 1982        | 911 Washington Avenue 38° 37′ 53″ N, 90° 11′ 36″ W | 82004728                                                                      |                                                                                |
| 138      | Harris Teachers College                                       |      | 4. Aug. 2004         | 1517 South Theresa Street 38° 37′ 19″ N, 90° 14′ 13″ W | 04000787                                                                      |                                                                                |
| 139      | Harrison School                                               |      | 18. Juli 2007        | 4224 Fair Avenue 38° 40′ 28″ N, 90° 13′ 26″ W | 07000703                                                                      |                                                                                |
| 140      | Hempstead School                                              |      | 3. Juli 2007         | 5872 Minerva Avenue 38° 40′ 9″ N, 90° 17′ 4″ W | 07000653                                                                      |                                                                                |
| 141      | Hi-Pointe-De Mun Historic District                            |      | 7. Mai 2005          | Abgegrenzt durch South Skinker Boulevard, Clayton Road, Seminary Place, De Mun Avenue und Northwood Avenue 38° 38′ 14″ N, 90° 18′ 31″ W                                                                                | 05000370 und 06001207                                                         |                                                                                |
| 142      | Hickory Street District                                       |      | 18. Jan. 1985        | Abgegrenzt durch Lasalle Street, Missouri Avenue, Rutger Street und Jefferson Avenue 38° 37′ 12″ N, 90° 13′ 3″ W | 85000107                                                                      |                                                                                |
| 143      | Holly Place Historic District                                 |      | 18. Juli 2007        | 4500 block of Holly Place 38° 40′ 39″ N, 90° 13′ 35″ W | 07000704                                                                      |                                                                                |
| 144      | Holy Corners Historic District                                |      | 29. Dez. 1975        | Beiderseits des Kings Highway zwischen Westminster Pl. and Washington Avenue 38° 38′ 59″ N, 90° 15′ 49″ W | 75002138                                                                      |                                                                                |
| 145      | Holy Cross Parish District                                    |      | 27. März 1980        | 8115 Church Road 38° 42′ 36″ N, 90° 12′ 35″ W | 80004507                                                                      |                                                                                |
| 146      | Hotel Jefferson                                               |      | 24. Okt. 2003        | 415 North Tucker Boulevard 38° 37′ 57″ N, 90° 11′ 50″ W | 03001066                                                                      |                                                                                |
| 147      | Hotel Statler                                                 |      | 19. März 1982        | 822 Washington Avenue 38° 37′ 49″ N, 90° 11′ 34″ W | 82004729                                                                      |                                                                                |
| 148      | Immaculate Conception Church and Rectory                      |      | 19. Feb. 2008        | 312 Lafayette Avenue 38° 37′ 4″ N, 90° 14′ 32″ W | 08000031                                                                      |                                                                                |
| 149      | Immaculate Conception School                                  |      | 8. Mai 1985          | 2912 Lafayette 38° 36′ 55″ N, 90° 13′ 41″ W | 85000995                                                                      |                                                                                |
| 150      | International Fur Exchange Building                           |      | 13. Apr. 1998        | 2-14 S. Fourth Street 38° 37′ 25″ N, 90° 11′ 18″ W | 98000313                                                                      |                                                                                |
| 151      | J.C. Penney Co. Warehouse Building                            |      | 31. Dez. 1998        | 400 South 14th Street 38° 37′ 27″ N, 90° 12′ 7″ W | 98001563                                                                      |                                                                                |
| 152      | Jack Rabbit Candy Company Building                            |      | 9. Feb. 2007         | 1928–1930 Martin Luther King 38° 38′ 17″ N, 90° 12′ 24″ W | 07000024                                                                      |                                                                                |
| 153      | Jackson School                                                |      | 2. Sep. 1992         | 1632 Hogan Street 38° 38′ 41″ N, 90° 12′ 3″ W | 92001094                                                                      |                                                                                |
| 154      | Jefferson National Expansion Memorial                         |      | 15. Okt. 1966        | Mississippiufer zwischen Eads Bridge und Poplar Street Bridge 38° 37′ 28″ N, 90° 11′ 10″ W | 66000941                                                                      |                                                                                |
| 155      | Jewel Box                                                     |      | 14. März 2000        | Forest Park, Kreuzung Wells Drive und McKinley Drive 38° 38′ 7″ N, 90° 16′ 46″ W | 00000147                                                                      |                                                                                |
| 156      | William Cuthbert Jones House                                  |      | 7. Feb. 2007         | 3724 Olive Street 38° 38′ 29″ N, 90° 14′ 12″ W | 07000017                                                                      |                                                                                |
| 157      | Scott Joplin House                                            |      | 8. Dez. 1976         | 2658 Delmar Boulevard 38° 38′ 14″ N, 90° 12′ 53″ W | 76002235                                                                      |                                                                                |
| 158      | Frederick Newton Judson House                                 |      | 30. Apr. 2008        | 3733 Washington Avenue 38° 38′ 27″ N, 90° 14′ 3″ W | 08000360                                                                      |                                                                                |
| 159      | J. Kennard and Sons Carpet Company Building                   |      | 5. Mai 2000          | 400 Washington Avenue 38° 37′ 53″ N, 90° 11′ 14″ W | 00000438                                                                      |                                                                                |
| 160      | Peabody Opera House                                           |      | 11. Feb. 2000        | 1400 Market Street 38° 37′ 45″ N, 90° 12′ 8″ W | 00000016                                                                      |                                                                                |
| 161      | Kieselhorst Piano Company Building                            |      | 10. Apr. 2008        | 1007 Olive Street 38° 37′ 46″ N, 90° 11′ 42″ W | 08000268                                                                      |                                                                                |
| 162      | Koken Barbers' Supply Co. Historic District                   |      | 7. Feb. 2007         | Abgegrenzt durch Ohio Street, Sidney Street und Victor Street sowie Texas Avenue 38° 36′ 28″ N, 90° 13′ 28″ W | 07000023                                                                      |                                                                                |
| 163      | Otto Kulage House                                             |      | 10. Mai 2002         | 1904 East College Avenue 38° 40′ 40″ N, 90° 12′ 46″ W | 02000467                                                                      |                                                                                |
| 164      | Laclede Building                                              |      | 6. Aug. 1998         | 408 Olive Street 38° 37′ 39″ N, 90° 11′ 17″ W | 98000994                                                                      |                                                                                |
| 165      | Laclede Gas Light Company Pumping Station G                   |      | 8. Feb. 2007         | 4401 Chouteau Avenue 38° 37′ 49″ N, 90° 15′ 31″ W | 07000020                                                                      |                                                                                |
| 166      | Laclede's Landing                                             |      | 25. Aug. 1976        | Abgegrenzt von North 3rd Street, Dr. Martin Luther King Bridge und the Mississippiufer 38° 37′ 50″ N, 90° 11′ 0″ W | 76002262                                                                      |                                                                                |
| 167      | Lafayette Garage and Repair Company Building                  |      | 13. Okt. 2011        | 2710-2716 Lafayette 38° 36′ 54″ N, 90° 13′ 26″ W | 11000737                                                                      |                                                                                |
| 168      | Lafayette Square Historic District                            |      | 28. Juni 1972        | Abgegrenzt von Hickory und 18th Streets, Jefferson und Lafayette Avenues 38° 37′ 0″ N, 90° 12′ 55″ W | 72001557 (Original), 86002127 (Erweiterung)                                   | Im Jahr 1986 erweitert                                                         |
| 169      | Lambert Building                                              |      | 24. Feb. 1983        | 2101-2107 Locust Street 38° 38′ 0″ N, 90° 12′ 35″ W | 83001047                                                                      |                                                                                |
| 170      | Lambert-Deacon-Hull Printing Company Building                 |      | 20. Okt. 1980        | 2100 Locust Street 38° 37′ 59″ N, 90° 12′ 35″ W | 80004508                                                                      |                                                                                |
| 171      | Lambskin Temple                                               |      | 12. Aug. 1987        | 1054 South Kingshighway Boulevard 38° 37′ 47″ N, 90° 15′ 49″ W | 87001361                                                                      |                                                                                |
| 172      | William A. Lange Subdivision                                  |      | 14. Juli 2011        | 4101-4235 Florissant Avenue, 4128-4150 Glasgow Avenue, 2141-2325 Angelica Street, 4111-4220 N. 22nd Street 38° 39′ 58″ N, 90° 12′ 32″ W                                                                                | 11000444                                                                      |                                                                                |
| 173      | LaSalle Building                                              |      | 15. Nov. 2005        | 501 Olive Street 38° 37′ 46″ N, 90° 11′ 21″ W | 05001282                                                                      |                                                                                |
| 174      | Robert E. Lee Hotel                                           |      | 7. Feb. 2007         | 205 North 18th Street 38° 37′ 58″ N, 90° 12′ 22″ W | 07000021                                                                      |                                                                                |
| 175      | Lennox Hotel                                                  |      | 6. Sep. 1984         | 823-827 Washington Avenue 38° 37′ 51″ N, 90° 11′ 33″ W | 84002647                                                                      |                                                                                |
| 176      | Leonardo                                                      |      | 11. Aug. 1983        | 4166 Lindell Boulevard 38° 38′ 24″ N, 90° 14′ 53″ W | 83001048                                                                      |                                                                                |
| 177      | Lesan-Gould Building                                          |      | 6. Nov. 1986         | 1320-1324 Washington Avenue 38° 37′ 56″ N, 90° 22′ 57″ W | 86003137                                                                      |                                                                                |
| 178      | Lewis Place Historic District                                 |      | 15. Sep. 1980        | Lewis Pl. 38° 39′ 16″ N, 90° 15′ 14″ W | 80004509                                                                      |                                                                                |
| 179      | Liggett & Myers Historic District                             |      | 18. Juni 2009        | Abgegrenzt durch Vandeventer Avenue, Park Avenue, Thurman Avenue, and Lafayette Avenue 38° 37′ 12″ N, 90° 15′ 12″ W | 09000441                                                                      |                                                                                |
| 180      | Liggett & Myers Tobacco Co. Building                          |      | 10. Feb. 1983        | 1900–1912 Pine Street 38° 37′ 50″ N, 90° 12′ 28″ W | 83001049                                                                      |                                                                                |
| 181      | Liggett and Myers Building                                    |      | 16. Feb. 1984        | 1000 Washington Avenue 38° 37′ 50″ N, 90° 12′ 28″ W | 84002648                                                                      |                                                                                |
| 182      | Lindell Real Estate Company Building                          |      | 19. März 1982        | 1015 Washington Avenue 38° 37′ 53″ N, 90° 11′ 40″ W | 82004737                                                                      |                                                                                |
| 183      | Lindenwood School                                             |      | 6. Mai 2005          | 3815 McCausland Avenue 38° 35′ 52″ N, 90° 18′ 38″ W | 05000371                                                                      |                                                                                |
| 184      | Lister Building                                               |      | 10. Feb. 1983        | 4500 Olive Street 38° 39′ 24″ N, 90° 15′ 18″ W | 83004298                                                                      |                                                                                |
| 185      | Locust Street Automotive District                             |      | 15. Sep. 2005        | 2914-3124 Locust und 3043 Olive Street; 3133-3207 und 3150-3202 Locust Street 38° 38′ 15″ N, 90° 13′ 21″ W | 05001024                                                                      | Die zweite Adresse resultiert aus einer Erweiterung des Distrikts im Jahr 2008 |
| 186      | Loretto Academy                                               |      | 5. März 1992         | 3407 Lafayette Avenue 38° 37′ 2″ N, 90° 14′ 20″ W | 92000079                                                                      |                                                                                |
| 187      | Louderman Building                                            |      | 22. Nov. 2000        | 317 North Eleventh Street 38° 37′ 57″ N, 90° 11′ 43″ W | 00001399                                                                      |                                                                                |
| 188      | Louise Apartments                                             |      | 23. Aug. 1984        | 900 Lindell Boulevard und Vandeventer Avenue 38° 38′ 18″ N, 90° 14′ 29″ W | 84002651                                                                      |                                                                                |
| 189      | Lowell School                                                 |      | 24. Mai 2007         | 1409 East Linton 38° 40′ 38″ N, 90° 12′ 32″ W | 07000464                                                                      |                                                                                |
| 190      | Lucas Avenue Industrial Historic District                     |      | 31. Aug. 2000        | Abgegrenzt zwischen Washington Street, Delmar Street, 20th Street und 21st Street 38° 38′ 12″ N, 90° 12′ 30″ W | 00001009 (Original) 07000349 (Erweiterung)                                    | Im Jahr 2007 wurden die Grenzen des Gebietes erweitert                         |
| 191      | Luyties Homeopathic Pharmacy Company Building                 |      | 27. März 2003        | 4200 Laclede Avenue 38° 38′ 21″ N, 90° 14′ 58″ W | 02001442                                                                      |                                                                                |